# Liste de compositeurs minimalistes
Pour un article plus général, voir Musique minimaliste.
 (avril 2018).
Si vous disposez d'ouvrages ou d'articles de référence ou si vous connaissez des sites web de qualité traitant du thème abordé ici, merci de compléter l'article en donnant les références utiles à sa vérifiabilité et en les liant à la section « Notes et références ».
 (mai 2018).
Cet article présente une liste non exhaustive de compositeurs de musique minimaliste, classés par pays.
Les principaux compositeurs de musique minimaliste sont La Monte Young, Terry Riley, Steve Reich, Philip Glass, Arvo Pärt et John Adams.

## Allemagne
- Peter Michael Hamel (de)
- Hauke Harder (en)
- Hans Otte
- Ernstalbrecht Stiebler (de)
- Walter Zimmermann

## Australie
- Andrew Chubb (en)
- Robert Davidson (en)
- Nigel Westlake (en)

## Autriche
- David Behrman

## Belgique
- Frans Geysen
- Wim Mertens
- Karel Goeyvaerts

## Canada
- Peter Hannan (en)
- Kyle Bobby Dunn (en) (installé aux États-Unis)
- Ann Southam (en)

## Estonie
- Arvo Pärt

## États-Unis
- John Adams
- John Luther Adams
- Barbara Benary
- David Borden (et son ensemble Mother Mallard's Portable Masterpiece Company)
- Glenn Branca
- Harold Budd
- Joseph Byrd
- Lawrence Chandler
- Richard Chartier
- Rhys Chatham (installé en France)
- Tony Conrad
- Philip Corner (installé en Italie)
- Kurt Doles
- Arnold Dreyblatt (installé en Allemagne)
- Julius Eastman
- Michael Harrison
- Terry Jennings
- Scott Johnson
- Douglas Leedy
- Angus MacLise (mort à Katmandou)
- Richard Maxfield
- Robert Moran
- Phill Niblock
- Daniel Goode
- Rafael Anton Irisarri
- Tom Johnson (installé en France)
- Ingram Marshall
- Meredith Monk
- Tim Risher
- Frederic Rzewski
- Wayne Siegel (installé au Danemark)
- La Monte Young

## Finlande
- Petri Kuljuntausta (en)
- Erkki Salmenhaara

## France
- Alphonse Allais
- Renaud Gagneux
- Bruno Letort

## Géorgie
- Giya Kancheli

## Hongrie
- Zoltán Jeney
- László Melis (hu)
- László Sáry (hu)
- Tibor Szemző (en)
- László Vidovszky (hu)

## Italie
- Fulvio Caldini
- Ludovico Einaudi
- Matteo Sommacal
- Roberto Carnevale
- Lucio Garau
- Giovanni Sollima
- Fabrizio Paterlini

## Japon
- Joe Hisaishi (1950-)
- Midori Takada (en)
- Jō Kondō (1947-)
- Yoshi Wada (1943-2021, installé aux États-Unis)
- Yasunori Mitsuda (1972-), compositeur indépendant de musiques de jeux

## Lettonie
- Pēteris Vasks (1946-)

## Pays-Bas
- Louis Andriessen
- Douwe Eisenga (1961-)
- Simeon ten Holt

## Pologne
- Henryk Górecki
- Zygmunt Krauze
- Tomasz Sikorski
- Jozef van Wissem

## Royaume-Uni
- Gavin Bryars
- Joe Cutler
- Brian Eno
- Roger Eno
- Graham Fitkin
- Orlando Gough
- Rob Haigh
- Christopher Hobbs
- John Godfrey
- Michael Nyman
- Steve Martland (en)
- Andrew Poppy
- Simon Rackham
- Howard Skempton
- Dave Smith
- John Tavener
- John White

## Russie
- Vladimir Martynov
- Anton Batagov
- Giya Kancheli
- Alexandre Rabinovitch

## Serbie
- Vladimir Tošić

## Ukraine
- Lubomyr Melnyk

## Minimalistes mystiques
Certains de ces compositeurs, chez qui on voit une forte inspiration religieuse, sont appelés minimalistes « mystiques ». Il s'agit principalement de :
- Henryk Górecki
- Giya Kancheli
- Hans Otte
- Arvo Pärt
- John Tavener

## Compositeurs précurseurs
D'autres compositeurs encore sont considérés comme étant des précurseurs du minimalisme :
- Jakob van Domselaer
- Alexandre Mossolov
- George Antheil
- Erik Satie
- Colin McPhee
- Carl Orff
- Yves Klein
- Morton Feldman
- Alvin Lucier
- Anton Webern